# Stuart Tyson Smith
Stuart Tyson Smith (1960) è un egittologo, antropologo e archeologo statunitense.

## Biografia
Dopo aver conseguito il dottorato all'Università della California, Los Angeles, è entrato a far parte del corpo docente dell'Università della California, Santa Barbara come professore di antropologia, specializzato nella storia dei rapporti fra Antico Egitto e Nubia.

## Attività
Nel corso della sua attività accademica, ha sostenuto le recenti acquisizioni dell'archeologia ponevano gli studiosi davanti alla necessità fattuale di rivedere radicalmente la dicotomia che aveva visto porre gli abitanti della Nubia in una dimensione di subalternità militare e culturale rispetto al loro vicino di settentrione. Secondo la visione tradizionale, il fiorente Terzo periodo intermedio dell'Antico Egitto avrebbe rappresentato per i nubiani un periodo al limite intermedio che separa l'incivilimento dal ritorno alla barbarie. Ad esso sarebbe seguito circa un secolo di repentina rigenerazione culturale a seguito dell'ascesa della XXV dinastia nubiana al trono dei faraoni d'Egitto (dal 747 al 656 a.C. ca).

L'archeologia evidenzia invece l'esistenza di un processo complesso e complicato di transizione culturale, etnica e biologica che esclude possibili semplificazioni e interazioni di tipo unidirezionale.
Nel secondo decennio del XXI secolo, insieme a Michele Buzon, membro del National Geographic, ha documentato i rapporti esistenti fra coloni egiziani e i nubiani (autoctoni di Tombos) lungo la Terza cateratta del fiume Nilo e durante il Nuovo Regno (secondo metà del XVIII secolo a.c.).
Nel 2001, ha firmato una voce dell'Oxford Encyclopedia nella quale ha affermato quanto segue:
(Stuart Tyson Smith, Oxford Encyclopedia, 2001)
Più in generale, nel 2014 ha dichiarato che i problemi dell'identità non sono mai stati così lontani dall'archeologia. La scienza precedente era caratterizzata dall'idea che ogni individuo avesse un insieme di proprietà non modificabili che comprendevano etnia e razza, ma anche età, sesso e religione. Il cosiddetto modello essenzialista della ricerca tradizionale è stato sostituito da nuovi approcci che vedono l'identità della persona come una realtà multi-scalare, multidimensionale, situazionale e sovrapposta, costruita e negoziata da individui all'interno del contesto archeologico di uno specifico sistema sociale. Il dibattito ha iniziato a focalizzarsi sul dualismo pratico del tipo struttura/agenzia, mentre sono divenute oggetto di indagine archeologica anche le dimensioni personali relative a età, sesso e religione che in precedenza erano assunte come un dato anagrafico di fatto. La ricerca di genere sull'origine etnica e razziale ha integrato un nuovo approccio maschile e queer con quello "matriarcale" e procreativo diffuso in passato.
Ha contribuito alla ricostruzione cinematografica della lingua dell'Antico Egitto nei film Stargate e La mummia.

## Opere
- Askut in Nubia (1995)
- Studies in Culture Contact: Interaction, Culture Change, and Archaeology (1998)
- Wretched Kush: Ethnic Identities and Boundaries in Egypt's Nubian Empire (2003)
- Valley of the Kings (2003)
- Box Office Archaeology: Refining Hollywood's Portrayals of the Past (2007)